# Placido Moreira Dias
 (février 2025).
Placido Moreira Dias, né le 26 mai 1853 à Alegrete (Empire du Brésil), est un commandant militaire brésilien qui a combattu dans la révolution fédéraliste en tant que capitaine et l'un des fondateurs du Parti libérateur.

## Biographie
Moreira Dias grandit à une époque de grandes transformations au Brésil, marquée par des conflits entre centralistes et fédéralistes. En 1893, il prend une part active à la Révolution fédéraliste, conflit civil qui secoue la région sud du pays entre 1893 et 1895. En tant que Maragato, il porte le foulard rouge, symbole de résistance contre le gouvernement de Júlio de Castilhos,,.
Le Parti libérateur est fondé en 1928 par des hommes politiques de l'ancien Parti fédéraliste du Rio Grande do Sul, notamment Joaquim Francisco de Assis Brasil et Raul Pilla. Cependant, Plácido Moreira Dias joue également un rôle clé dans la fondation du parti, qui prône un système de gouvernement parlementaire et le fédéralisme,.
Il épouse Antonia Maria Lemes Gonçalves (1865–?) en 1885 à Quaraí et ils ont au moins deux enfants : Januário et Abelino Moreira Dias.